# Hernán Crespo
Hernán Jorge Crespo, argentinski nogometaš in trener, * 5. julij 1975, Florida, Argentina.
Sodeloval je na nogometnemu delu poletnih olimpijskih iger leta 1996.

### Dosežki
Klubski naslovi 
- Primera División Argentina: 1993, 1994, 1996
- Copa Libertadores: 1996
- Pokal UEFA: 1999
- Italijanski pokal/ Coppa Italia: 1999
- Italijanski super pokal: 1999, 2000, 2004, 2006, 2008
- FA Community Shield: 2005
- Premier League: 2006
- Serie A: 2007, 2008, 2009

Reprezentanca
- Pan Ameriške igre - 1995 Mar del Plata: Zlata medalja
- Poletne olimpijske igre 1996 : Srebrna medalja

Finalist: FIFA pokal konfederacij, 1995
Individualno
- Poletne olimpijske igre 1996: Top strelec
- Coppa Italia Capocannoniere: 1999 and 2007 z 4 goli na 4 tekmah

FIFA 100
Serie A, top strelec - 2000-01
FIFA nagrada: 2006
Primera División Argentina, top strelec: 1994 (z River Plate)